# NGC 773
NGC 773 (другие обозначения — MCG -2-6-11, PGC 7486) — спиральная галактика (Sa) в созвездии Кит. Открыта Уильямом Гершелем в 1785 году. Описание Дрейера: «довольно тусклый, довольно крупный объект, вытянутый в направлении 0°, немного более яркий в середине».
Этот объект входит в число перечисленных в оригинальной редакции «Нового общего каталога».